# Правительство Украинской Народной Республики в изгнании
Правительство Украинской Народной Республики в изгнании (укр. Уряд Української Народної Республіки у вигнанні), или Государственный центр Украинской Народной Республики (укр. Державний центр Української Народної Республіки) — совокупность законодательных и исполнительных украинских органов власти, вследствие поражения сил УНР в ходе Гражданской войны, находились сначала частично (конец 1919 года), а с конца 1920 года полностью — за пределами УНР, на территории Польши в Тарнуве (некоторые учреждения в Ченстохове), впоследствии государственные учреждения действовали в городах Варшава, Париж, Прага, Веймар, Кингисепп, Мюнхен, Филадельфия. 10-я Чрезвычайная сессия Госцентра признала правопреемником ГЦ УНР в изгнании современную  Украину и приняла решение о передаче полномочий и атрибутов государственной власти новоизбранному Президенту Украины.

## Правовая основа
Правовой основой правительства УНР были «Закон про временное Верховное Управление и законодательство в УНР» и «Закон о Государственном Народном Совете», утвержденные 12 ноября 1920 Директорией на Украине. Эти акты, основываясь на законах Трудового конгресса Украины, передали Государственной народной раде законодательные функции и контроль над правительством УНР. Однако, до созыва этого Совета его функции были возложены на Совет Народных Министров, а председатель Директории выполнял функции главы государства, утверждал законы, договоры, назначения, представительство перед иностранными государствами. Главу Директории, в случае невозможности исполнять обязанности, заменяла коллегия, а в случае невозможности её созвать — председатель Совета Народных Министров.

## Лидеры
Председатели Директории УНР в изгнании (1921—1948)
- 18 марта 1921 — 25 мая 1926 — Симон Петлюра
- 25 мая 1926 — 10 июля 1948 — Андрей Ливицкий

Президенты УНР в изгнании (1948—1992)
- 10 июля 1948 — 17 января 1954 — Андрей Ливицкий
- 17 января 1954 — 9 октября 1965 — Степан Витвицкий
- 22 марта 1967 — 8 декабря 1989 — Николай Ливицкий
- 8 декабря 1989 — 22 августа 1992 — Николай Плавюк